# Alphabet palmyrénien
L'alphabet palmyrénien est un alphabet sémitique historique utilisé pour écrire le dialecte du même nom, variante locale de l'araméen. Il a été utilisé entre le Ier siècle av. J.-C. et le IIIe siècle apr. J.-C. à Palmyre, dans le désert syrien. La plus ancienne inscription conservée date de 44 av. J.-C. et la plus récente de 274 apr. J.-C., deux ans après la victoire de l'empereur romain Aurélien sur l'éphémère Empire palmyrénien. Il a ensuite été remplacé par le grec et le latin.
Il dérive des versions cursives de l'alphabet araméen et partage plusieurs de ses caractéristiques, : vingt-deux lettres représentant uniquement des consonnes, écrit horizontalement de droite à gauche, nombres écrits dans le même sens à l'aide d'un système non-décimal
L'alphabet palmyrénien est normalement écrit sans espace ni ponctuation entre les mots et les phrases (style scriptio continua). Les formes cursives et monumentales utilisent des ligatures typographiques. 

## Caractères

### Nombres
Le système numérique palmyrénien utilise un système non-décimal utilisant des combinaisons de symboles pour 1, 2, 3, 4, 5, 10 et 20, de manière comparable à l'araméen. 

### Lettres
Les ligatures sur les lettres b, ḥ, m, n et q avant d'autres consonnes sont présentes dans certaines inscriptions mais non systématiques. Deux fleurons (gauche et droite) apparaissent souvent à proximité des chiffres.

## Déchiffrement

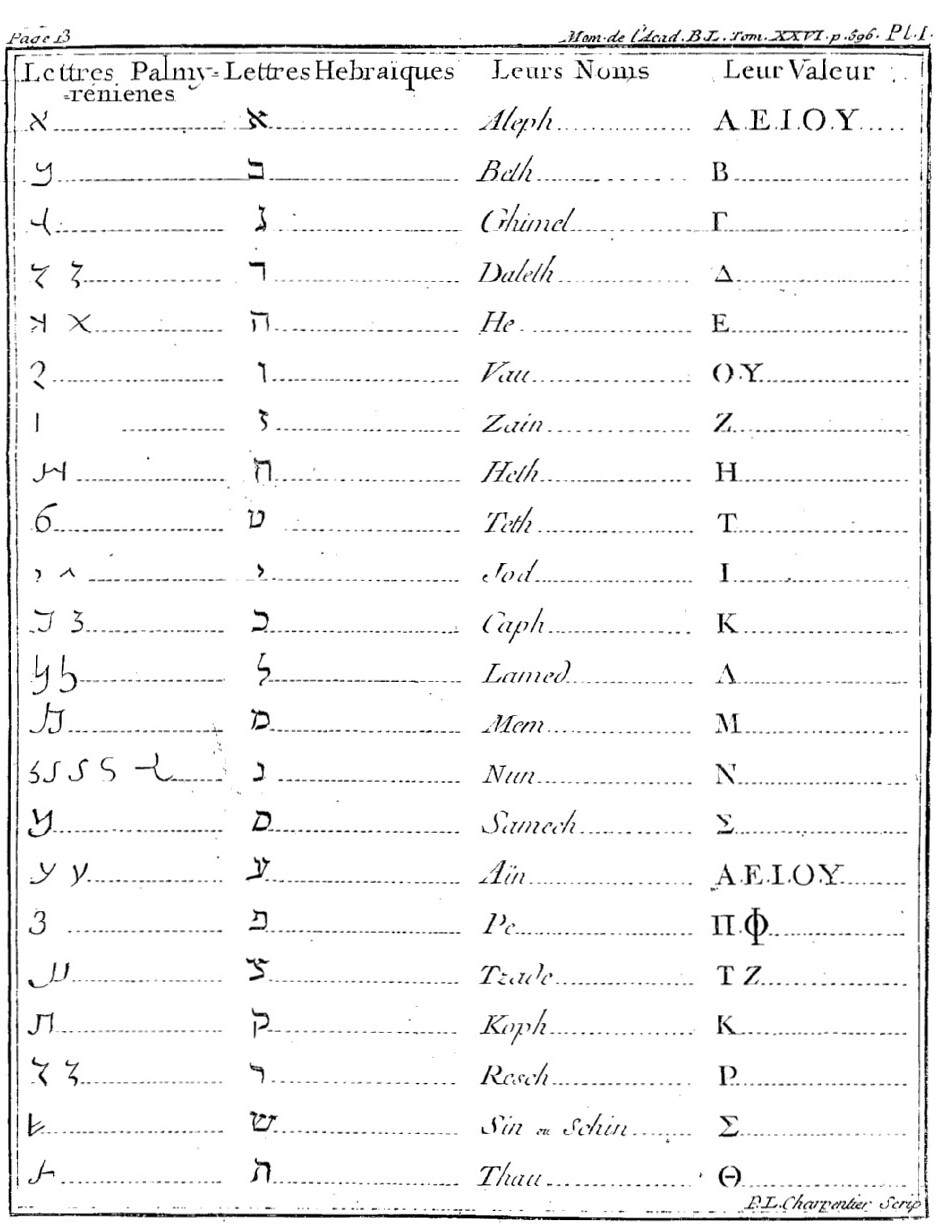
Table des caractères palmyréniens de Jean-Jacques Barthélemy, 1754

Des exemples d'inscriptions dans cet alphabet sont imprimées dès le XVIIe siècle mais des copies précises d'inscriptions bilingues palmyrène-grecque ne sont disponibles en Europe qu'en 1753, avec la parution du récit de voyage de Robert Wood, Ruins of Palmyra. L'alphabet palmyrénien fut alors entièrement déchiffré par l'abbé Jean-Jacques Barthélemy, qui présenta le 12 février 1754 à l'Académie des Inscriptions et des Belles Lettres son mémoire « Réflexions sur l'alphabet et sur la langue dont on usait à Palmyre ».

## Liste des caractères
| Lettre | Unicode | Nom       | Valeur          |
| 𐡠      | U+10860 | Aleph     | [ʔ], [aː]       |
| 𐡡      | U+10861 | Beth      | [b], [v]        |
| 𐡢      | U+10862 | Gimel     | [ɡ], [ɣ]        |
| 𐡣      | U+10863 | Daleth    | [d], [ð]        |
| 𐡤      | U+10864 | He        | [h]             |
| 𐡥      | U+10865 | Waw       | [w], [oː], [uː] |
| 𐡦      | U+10866 | Zayin     | [z]             |
| 𐡧      | U+10867 | Heth      | [ħ]             |
| 𐡨      | U+10868 | Teth      | [tˤ]            |
| 𐡩      | U+10869 | Yod       | [j], [iː], [eː] |
| 𐡪      | U+1086A | Kaph      | [k], [x]        |
| 𐡫      | U+1086B | Lamed     | [l]             |
| 𐡬      | U+1086C | Mem       | [m]             |
| 𐡭      | U+1086D | Nun final | [n]             |
| 𐡮      | U+1086E | Nun       | [n]             |
| 𐡯      | U+1086F | Samekh    | [s]             |
| 𐡰      | U+10870 | Ayin      | [ʕ]             |
| 𐡱      | U+10871 | Pe        | [p], [f]        |
| 𐡲      | U+10872 | Sadhe     | [sˤ]            |
| 𐡳      | U+10873 | Qoph      | [q]             |
| 𐡴      | U+10874 | Resh      | [r]             |
| 𐡵      | U+10875 | Shin      | [ʃ]             |
| 𐡶      | U+10876 | Taw       | [t], [θ]        |
| 𐡷      | U+10877 |           | fleuron gauche  |
| 𐡸      | U+10878 |           | fleuron droit   |
| 𐡹      | U+10879 |           | 1               |
| 𐡺      | U+1087A |           | 2               |
| 𐡻      | U+1087B |           | 3               |
| 𐡼      | U+1087C |           | 4               |
| 𐡽      | U+1087D |           | 5               |
| 𐡾      | U+1087E |           | 10, 100         |
| 𐡿      | U+1087F |           | 20              |

|         | 0 | 1 | 2 | 3 | 4 | 5 | 6 | 7 | 8 | 9 | A | B | C | D | E | F |
| U+10860 | 𐡠 | 𐡡 | 𐡢 | 𐡣 | 𐡤 | 𐡥 | 𐡦 | 𐡧 | 𐡨 | 𐡩 | 𐡪 | 𐡫 | 𐡬 | 𐡭 | 𐡮 | 𐡯 |
| U+10870 | 𐡰 | 𐡱 | 𐡲 | 𐡳 | 𐡴 | 𐡵 | 𐡶 | 𐡷 | 𐡸 | 𐡹 | 𐡺 | 𐡻 | 𐡼 | 𐡽 | 𐡾 | 𐡿 |
| ------- | - | - | - | - | - | - | - | - | - | - | - | - | - | - | - | - |

## Galerie

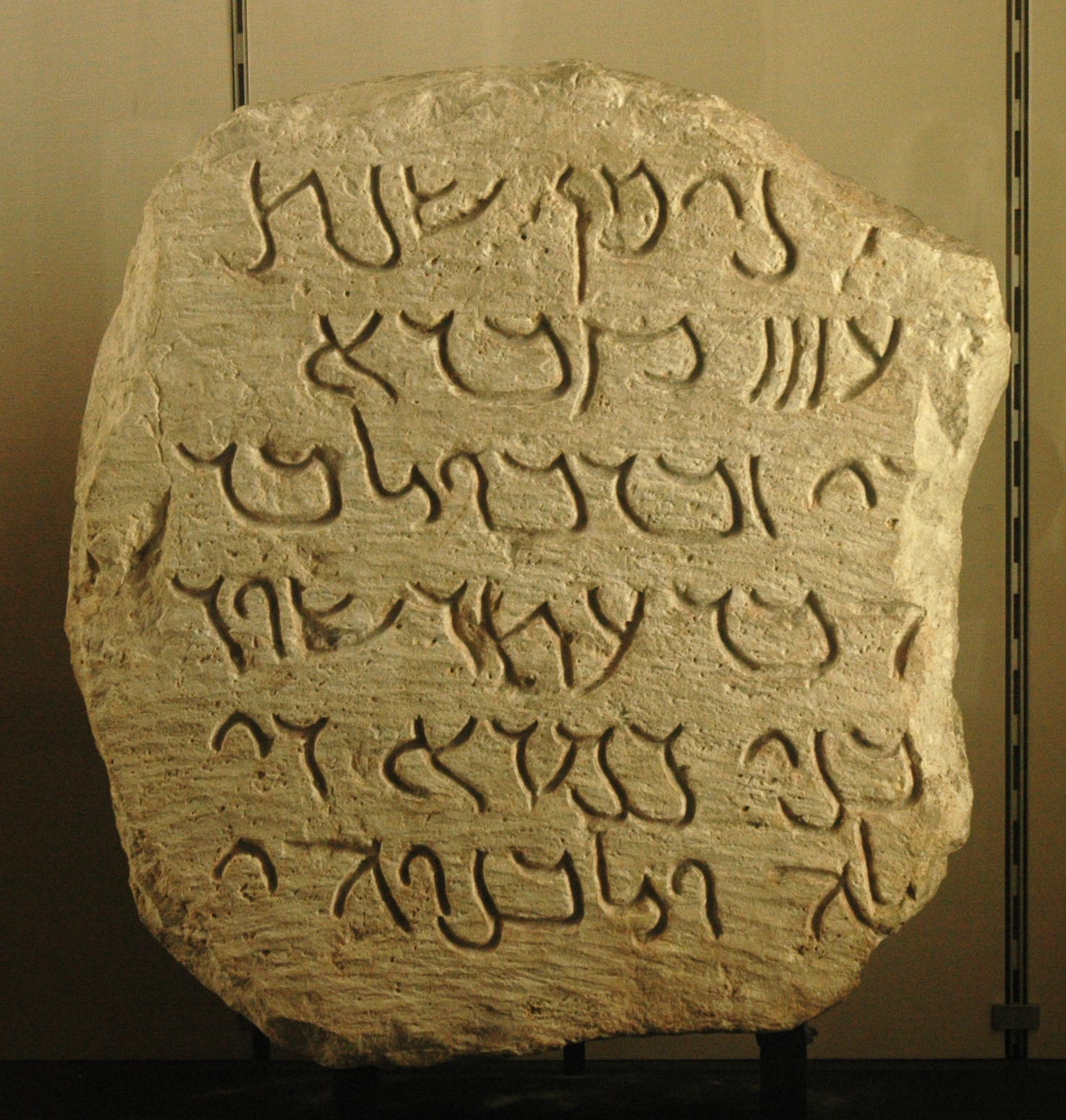
Stèle funéraire portant une inscription palmyrène (Musée du Louvre)
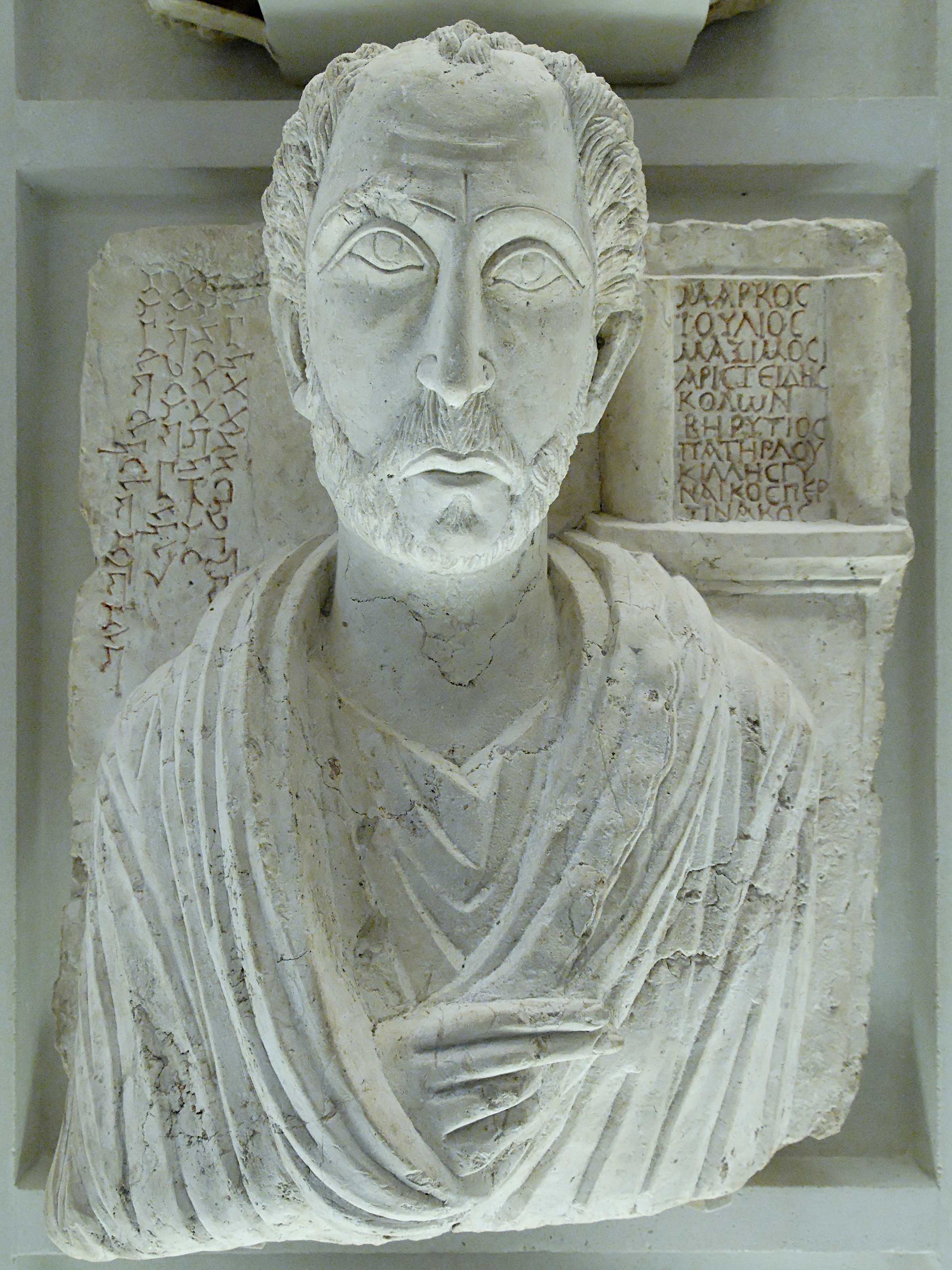
Relief funéraire avec des inscriptions bilingues gréco-palmyrènes (Musée du Louvre)
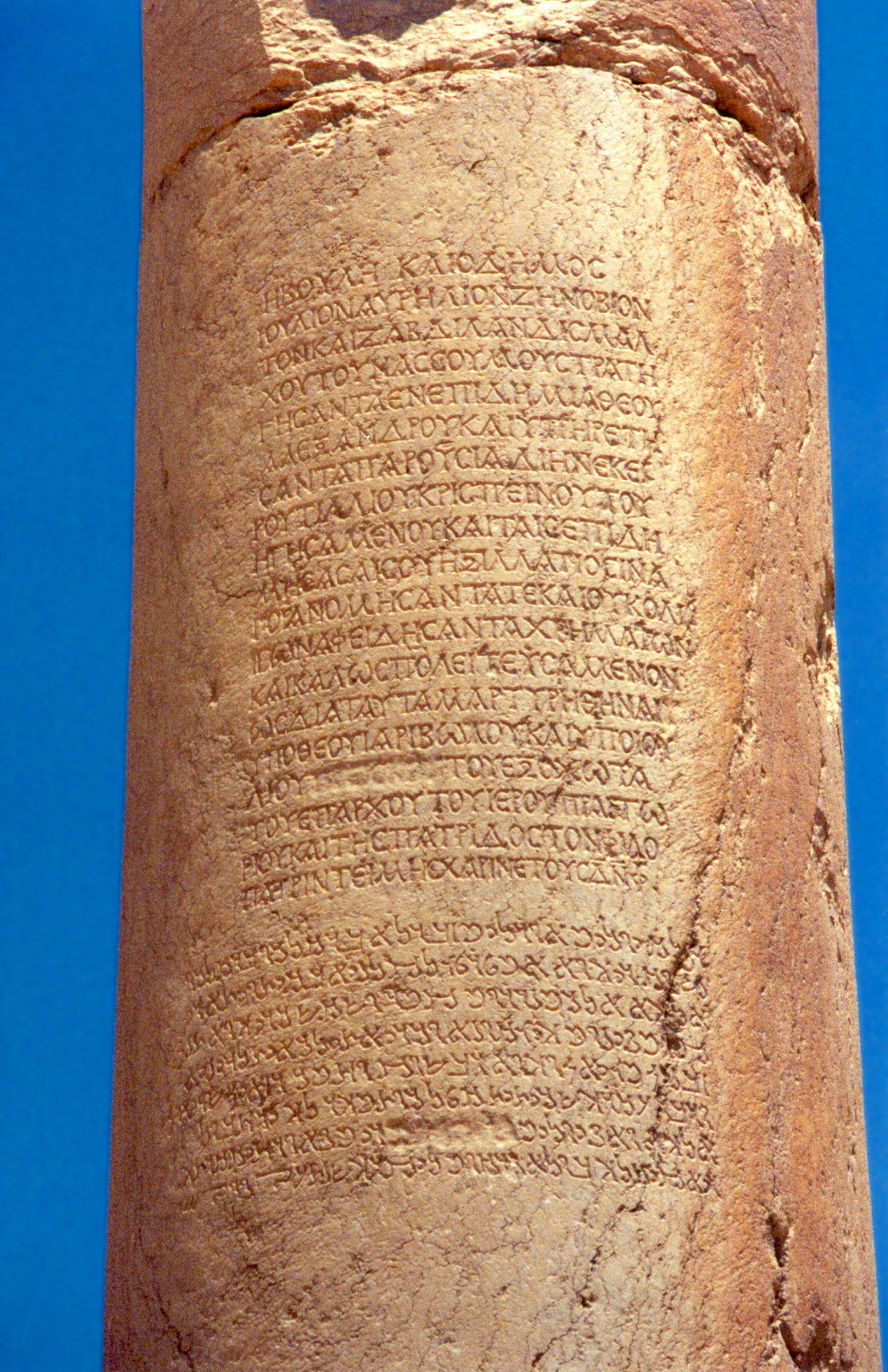
Colonne à Palmyre avec des inscriptions bilingues gréco-palmyrènes en l'honneur de Julius Aurelius Zenobius